# 2325 Chernykh
A 2325 Chernykh (ideiglenes jelöléssel 1979 SP) a Naprendszer kisbolygóövében található aszteroida. Antonín Mrkos fedezte fel 1979. szeptember 25-én. A csillagász Cernih házaspárról, Ljudmila Ivanovna Csernihről és Nyikolaj Sztyepanovics Csernihről nevezték el.